# 南宋大事年表
|  | 此模板用於凡需要一個南宋朝代大背景知識的條目，均可引用本條目。 在編輯大量文章時，使用模板來避免不必要的伺服器負載。 在更改這些模板之前，請考慮在[[Talk:凡需要一個南宋朝代大背景知識的條目，均可引用本條目。\|條目討論頁]]上討論此模板的變動。 |

南宋（1127年--1279年）是中国历史上偏安於淮水以南的北宋后續朝代，与金朝東沿淮水（今淮河），西以大散关为界。南宋与西夏和金朝为并存政权。
1127年 康王赵构在南京應天府称帝，为宋高宗，重建宋朝。史称「南宋」
1129年 金兀朮攻破临安（今杭州）、明州（今寧波），高宗從海上逃到溫州
1130年 韓世忠在黄天荡擊敗金兀朮
1130年—1135年 钟相、杨幺起义
1140年 劉錡的「八字軍」在顺昌，岳飛的岳家軍在郾城、穎昌先后大敗金兀朮
1142年 趙構、秦桧杀岳飞于除夕夜，绍兴和议達成，趙構生母韋氏回宋
1161年 金海陵王完顏亮伐宋，虞允文采石大捷，完顏亮被部下所殺
1162年 宋高宗退位，宋孝宗即位
1163年 宋進行隆興北伐，于符离之战大败
1164年 隆興和议
1189年 宋孝宗退位，宋光宗即位
1194年 宋孝宗死，宋光宗不加理會，韩侂胄逼宋光宗禪位給宋宁宗
1206年 韩侂胄開禧北伐，失败被殺，函首金國
1208年 嘉定和议
1224年 宋宁宗死，宋理宗即位
1233年 端平更化
1234年 宋蒙联军灭金，端平入洛。蒙古反攻南宋，宋蒙战争爆发
1260年 贾似道开始专權
1264年 宋理宗死，宋度宗即位
1267年—1273年 宋蒙襄樊战争，宋败
1275年 宋度宗死，宋恭帝立，谢太后临朝。宋廷杀贾似道
1276年 元軍攻取临安，虏宋恭帝、谢太后
1279年 宋元厓山海战，宋败。陆秀夫背幼主跳海而死，宋亡